# ビリャマルティン
ビリャマルティン（スペイン語: Villamartín）は、スペイン・アンダルシア州カディス県のムニシピオ（基礎自治体）。2017年の人口は12,207人。シエラ・デ・カディス郡の中央部に位置する。スペインの重要文化財(BIC)に指定されているマトレラ城がある。

## 地理

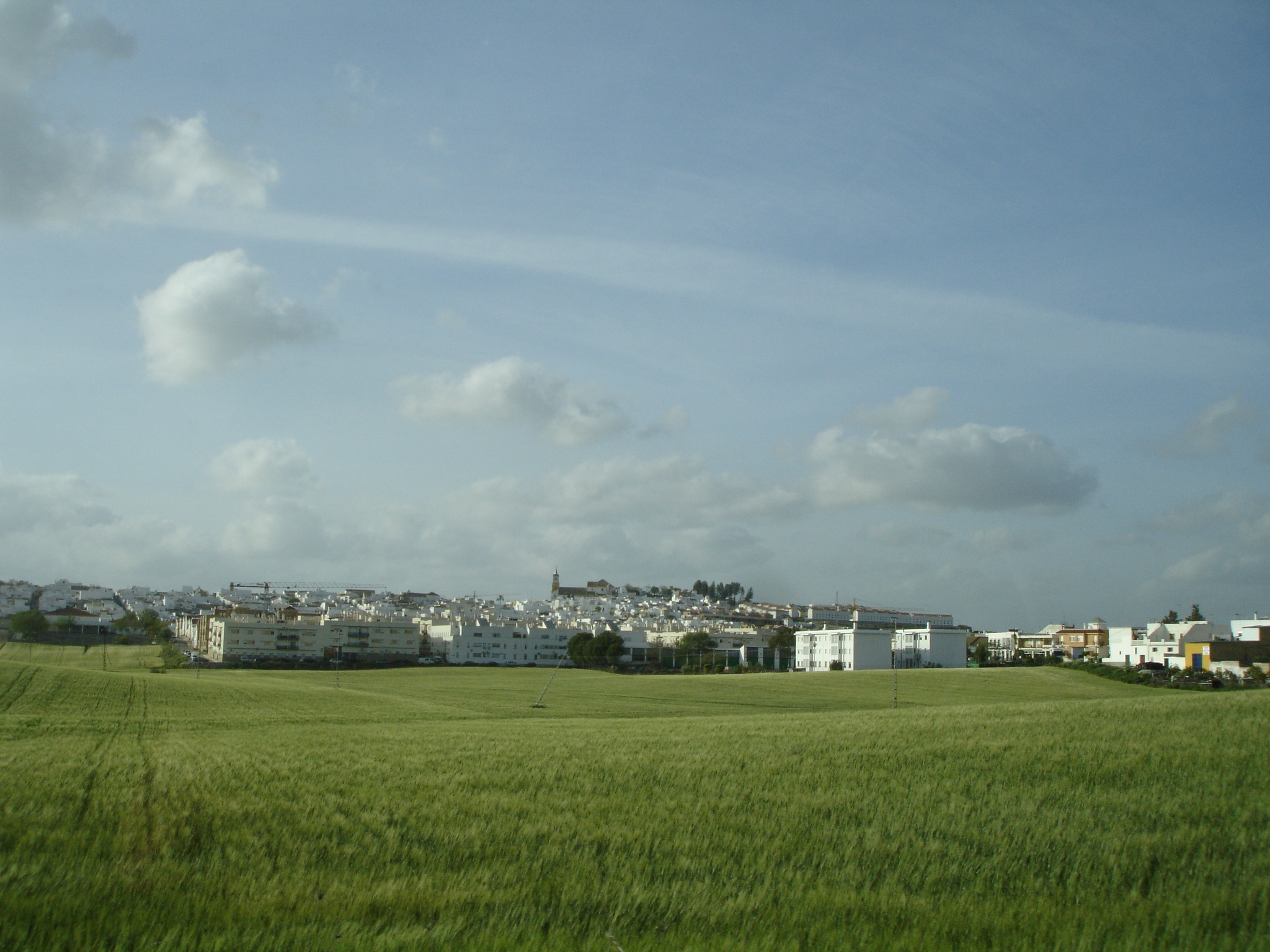
農地から見たビリャマルティン

ビリャマルティンはアンダルシア州カディス県の北端近くにあるため、カディス県の県都カディスまでの距離は85キロメートルであり、アンダルシア州の州都セビリアまでの距離もやはり85キロメートルである。自治体面積は210平方キロメートルである。標高は167メートルである。
セビリア県のウトレーラやエル・コロニル、カディス県のエスペーラ、ボルノス、アルコス・デ・ラ・フロンテーラ、プラード・デル・レイ、アルゴドナーレス、プエルト・セラーノなどと自治体境界を接している。
ボルノスとの間にはグアダレーテ川の支流が流れており、1961年にはボルノス貯水池が完成した。貯水池の周囲は1989年にボルノス貯水池自然公園に指定されている。将来的にはカディス県ヘレス・デ・ラ・フロンテーラとマラガ県アンテケーラを結ぶ高速道路がビリャマルティンを通過する予定だが、建設工事は中断している。

### 人口
| ビリャマルティンの人口推移 1900－2016                   |
|                                                         |
| 出典:INE（スペイン国立統計局）1900年 - 1991年、1996年 - |

## 歴史

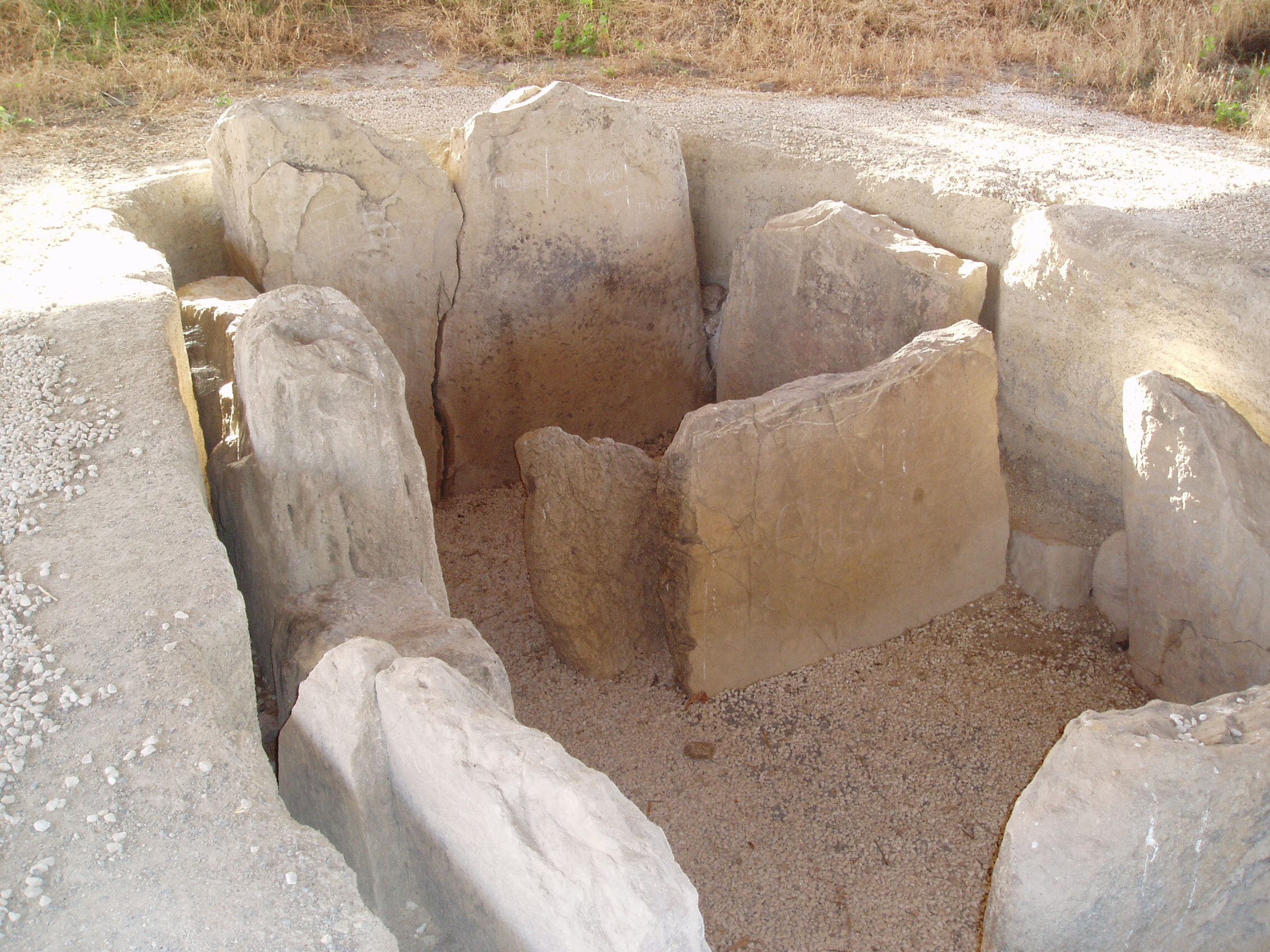
アルベリテ遺跡

6000年前にさかのぼる先史時代の支石墓（ドルメン）であるアルベリテ遺跡がある。この支石墓は1993年に発見され、イベリア半島有数の古さとされる。石室は23メートルの長さを持ち、2人が埋葬されていた。
この地には農業を行っていた古代ローマ人の集落もあり、その後は5世紀から西ゴート族に短期間支配された後、8世紀初頭にはイスラーム勢力の支配下となった。

### マトレラ城

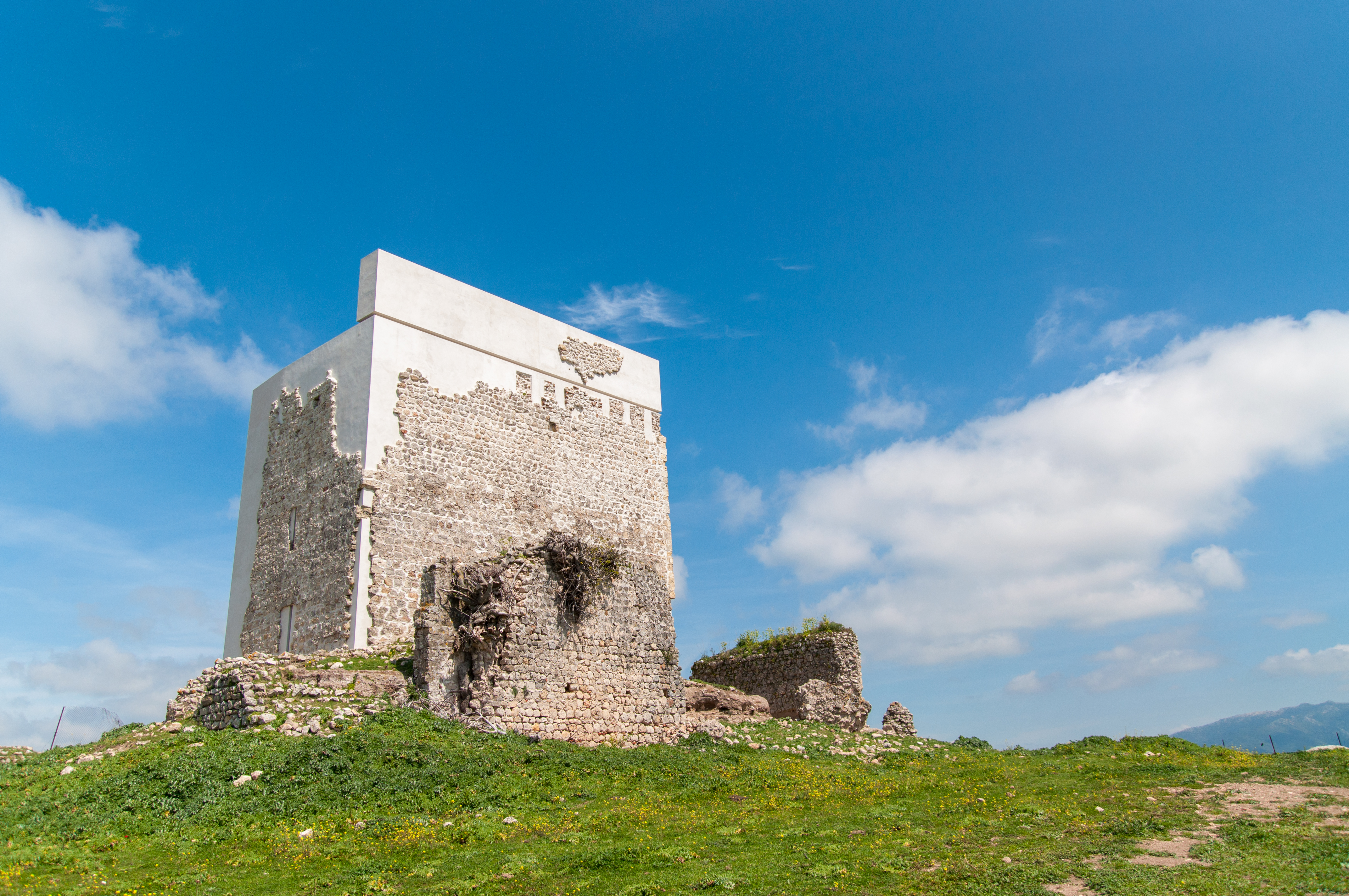
修復後のマトレラ城

標高523メートルの丘の上には中世の城跡であるマトレラ城がある。マトレラ城はイスラーム時代の9世紀後半に後ウマイヤ朝のウマル・イブン・ハサンによって建設された。13世紀にはカトリック勢力のカスティーリャ王フェルナンド3世によってこの地が征服され、マトレラ城はフェルナンド3世によって再建された。14世紀初頭にはいったんイスラーム勢力の手に戻ったが、1341年にはカスティーリャ王アルフォンソ11世によって再度征服された。しかしこの地はグラナダ王国と諸王国の国境地域であり、1408年と1455年にはグラナダ王国のイスラーム勢力に包囲された。
1949年にはマトレラ城がスペインの国定史跡に指定され、1985年にはスペインの重要文化財(BIC)に指定された。2010年には建築家のカルロス・ケベードの指揮によってマトレラ城の修復計画が開始され、2015年に完成したものの、その修復内容についてはスペインの文化遺産保護団体であるイスパニア・ノストラから「塔は原形とも、中世の城ともまったく関係のない形になってしまった」「近代的な塔のようになり、地元の人々はショックを受け、怒っている」などと酷評されている。一方でイギリスのガーディアン紙は、修復内容がネオブルータリズムであるとし、「ムーア人によるオリジナルの建築が意図した影響力を復元している」と称賛している。

## 主な建築物
- マトレラ城（英語版） - 9世紀後半に建設された城。
- ヌエストラ・セニョーラ・デ・ラス・ビルトゥデス教会（スペイン語版） - 1565年に竣工したカトリック教会。

## 姉妹都市
- ガール県ベルガルド（英語版）